# Nedergadeteatret
 Der er for få eller ingen kildehenvisninger i denne artikel, hvilket er et problem. Du kan hjælpe ved at angive troværdige kilder til de påstande, som fremføres i artiklen.

Nedergadeteatret var et amatørteater på Middelfartvej i Odense.
Teaterforeningen blev stiftet den 15. september 1948 under navnet Odense Dramatiske Forening, ved et møde i Møntergaardens Kirkesal, med det formål at spille komedie og i studiekredse drøfte og trænge ind i god litteratur.
I 1966 flyttede teatret til Nedergade, og fik i 1981 deraf navnet Nedergadeteatret. I 1988 måtte teatret dog flytte til de nuværende lokaler på Middelfartvej 125-127, men har alligevel beholdt sit navn.
I december 2015 flyttede foreningen ind i små lokaler i Nørregade. Det lykkedes dog ikke at drive foreningen videre pga. mangel på kapital og frivillige, og foreningen lukkede maj 2016.
|  | Denne artikel kan blive bedre, hvis der indsættes geografiske koordinater Denne artikel omhandler et emne, som har en geografisk lokation. Du kan hjælpe ved at indsætte koordinater i wikidata. |